# 정사호 선생 묘역
정사호 선생 묘역(鄭賜湖 先生 墓域)은 대한민국 경기도 동두천시 상봉암동에 있는, 조선 중기 때의 문신인 정사호(鄭賜湖, 1553∼1616) 선생의 묘역이다. 1986년 4월 28일 동두천시의 향토문화재 제6호로 지정되었다.

## 개요
정사호(鄭賜湖, 1553∼1616)는 조선 중기 때의 문신으로 자는 몽여(蒙與), 호는 화곡(禾谷), 본관은 광주로 장령(掌令)을 지낸 이주(以周)의 아들로 태어났으며 1573년(선조6) 사마시에 급제한 후 1577년(선조10) 별시문과에 급제한 뒤 주서(注書), 호조좌랑, 안동부사, 호조참의 등을 지냈고 금성현령으로 있을 때에는 임진왜란을 맞아 왕자일행의 북행길을 호위하고 현민소개에 힘썼다. 또한 정유재란 때 안동부사로 명나라 군대와 함께 왜적을 토벌하여 큰공을 세워 1601년(선조34) 이래로 다섯 번이나 사헌부 대사헌을 지냈다. 1602년(선조35) 대사헌으로 사은사(謝恩使)가 되어 명나라에 다녀온 뒤 이듬해 황해도 관찰사가 되고, 뒤이어 경상도·평안도·경기도 관찰사를 역임했다. 1609년 선조가 죽자 이조참판으로 동지춘추관사를 겸하여『선조실록』편찬에 참여했다. 이어 한성판윤을 거쳐 1615년(광해군7) 형조판서에 올랐고, 얼마 뒤 이조판서에 임명되었으나 나아가지 않았다. 광해군 8년, 향년 64세로 죽었다. 사후 좌찬성에 추증되었으며 시호는 충민(忠敏)이다.

## 참고 문헌
- 정사호선생묘역 보관됨 2018-01-06 - 웨이백 머신 - 경기문화재연구원